# عبد القادر بن بوعلي
عبد القادر بن بوعلي (بالفرنسية: Abdelkader Ben Bouali)‏ لاعب كرة قدم جزائري فرنسي. فاز مع فريق أولمبيك مارسيليا بلقب الدوري لموسم 1936-1937
كان ضمن الفريق الفرنسي المشارك في كأس العالم عام 1938، ومع ذلك لم يلعب معه أي مباراة أثناء البطولة.

## وصلات خارجية
- عبد القادر بن بوعلي على موقع قاعدة بيانات كرة القدم.إي يو (الإنجليزية)
- عبد القادر بن بوعلي على موقع ناشيونال فوتبول تيمز (الإنجليزية)
- عبد القادر بن بوعلي على موقع Soccerway.com (الإنجليزية)
- عبد القادر بن بوعلي على موقع عالم كرة القدم.نت (الإنجليزية)

1. ↑  تاريخ تتويجات النجوم الجزائريين .. التاريخ الحافل نسخة محفوظة 23 أبريل 2016 على موقع واي باك مشين.